# Thomas Eusebios Naickamparampil
Thomas Eusebios Naickamparampil (in malayalam: അബൂന്‍ തോമസ്‌ മാര്‍ യൂസീബിയസ്; Mylapra, 6 giugno 1961) è un vescovo cattolico indiano, dal 5 agosto 2017 eparca di Parassala.

## Biografia
Thomas Eusebios Naickamparampil è nato a Mylapra, nello Stato del Kerala, in India, il 6 giugno 1961. Da ragazzo frequentava la chiesa siro-malankarese del Sacro Cuore a Mylapra.

### Formazione e ministero sacerdotale
Ha conseguito il master in filosofia presso la Jnana Deepa Vidyapeeth di Pune e poi il dottorato in filosofia presso la Pontificia Università Gregoriana a Roma.
Il 29 dicembre 1986 è stato ordinato presbitero per l'arcieparchia di Trivandrum dei siro-malankaresi da monsignor Benedict Varghese Gregorios Thangalathil. In seguito è stato vicario parrocchiale e parroco in diverse comunità, professore e poi decano di filosofia al seminario maggiore siro-malankarese "Santa Maria"; segretario generale dell'arcivescovado maggiore della Chiesa siro-malankarese; ufficiale per le pubbliche relazioni; coordinatore per il dialogo interreligioso e segretario del consiglio presbiterale; direttore della Sarvodaya Vidyalaya, una scuola di Trivandrum, ed economo del Mar Baselios College of Engineering and Technology.

### Ministero episcopale
Il 14 luglio 2010 papa Benedetto XVI lo ha nominato primo esarca apostolico per i fedeli siro-malankaresi degli Stati Uniti d'America e vescovo titolare di Lares. Lo stesso giorno è stato nominato anche visitatore apostolico per i fedeli della Chiesa cattolica siro-malankarese in Canada ed Europa. Ha ricevuto l'ordinazione episcopale il 21 settembre nella cattedrale di Santa Maria a Trivandrum dall'arcivescovo maggiore di Trivandrum dei Siro-Malankaresi Baselios Cleemis (Isaac) Thottunkal, co-consacranti l'eparca di Battery Joseph Thomas Konnath e quello di Mavelikara. Ha preso possesso dell'esarcato il 3 ottobre successivo con una cerimonia tenutasi nella Kellenberg Memorial High School di Uniondale.
Nel marzo del 2011 ha compiuto la visita ad limina.
Il 22 dicembre 2015 con la bolla Ad aptius consulendum papa Francesco ha elevato l'esarcato apostolico al rango di eparchia dandole il nome attuale e contestualmente ha esteso la sua giurisdizione anche ai fedeli cattolici siro-malankaresi del Canada che fino a quel momento monsignor Naickamparampil guidava come visitatore apostolico.
Il Sinodo dei Vescovi della Chiesa arcivescovile maggiore siro-malankarese, dopo aver consultato la Sede Apostolica e ricevuto il previo assenso pontificio, ha eretto la nuova eparchia di Parassala ed eletto suo primo eparca monsignor Naickamparambil che ha quindi lasciato i precedenti incarichi. Il 5 agosto 2017 la Santa Sede ha approvato questo provvedimento. Ha preso possesso dell'eparchia il 23 settembre successivo.
Nel settembre del 2019 ha compiuto una seconda visita ad limina.
Parla il malayalam, l'inglese, il tedesco, l'italiano e l'hindi e conosce il siriaco, il greco e il francese.

## Opere
- Through self-discovery to self-trascendence. A Study of Cognitional Self-Appropriation in Bernard Lonergan (ISBN 8876527508 / 9788876527500)

## Genealogia episcopale
La genealogia episcopale è:
- Arcivescovo Ivanios Givergis Thomas Panickerveetil
- Arcivescovo Benedict Varghese Gregorios Thangalathil, O.I.C.
- Arcivescovo Cyril Baselios Malancharuvil, O.I.C.
- Cardinale Baselios Cleemis (Isaac) Thottunkal
- Vescovo Thomas Eusebios Naickamparampil